# Bahnstrecke Gray–Saint-Jean-de-Losne
| Am Bahnhof Champdôtre-Pont. Blickrichtung Trouhans |                      |                                                            |                                                            |
| Streckennummer (SNCF): | 851 000              |                                                            |                                                            |
| Streckenlänge: | 54,6 km              |                                                            |                                                            |
| Spurweite: | 1435 mm (Normalspur) |                                                            |                                                            |
| Maximale Neigung: | 10 ‰                 |                                                            |                                                            |
| Zweigleisigkeit: | ehem. teilweise ja   |                                                            |                                                            |
| |                      |                                                            |                                                            |
| \| \| \| Bahnstrecke Vaivre–Gray von Vesoul \| \| \| \| \| Bahnstrecke Culmont-Chalindrey–Gray von Culmont-Chalindrey \| \| \| \| 0,0 \| Gray \| 193 m \| \| \| \| Bahnstrecke Gray–Fraisans nach Fraisans \| \| \| \| \| Bahnstrecke Saint-Julien–Gray nach Is-sur-Tille \| \| \| \| 5,4 \| Mantoche \| 206 m \| \| \| 5,9 \| Tunnel de Mantoche (302 m) \| Tunnel de Mantoche (302 m) \| \| \| 9,1 \| Essertenne-Cecey \| 193 m \| \| \| ~10 \| Haute-Saône / Côte-d’Or \| Haute-Saône / Côte-d’Or \| \| \| 15,7 \| Talmay \| 193 m \| \| \| 17,8 \| Maxilly \| 193 m \| \| \| 17,9 \| Canal entre Champagne et Bourgogne (18 m) \| Canal entre Champagne et Bourgogne (18 m) \| \| \| 20,8 \| Pontailler \| 192 m \| \| \| 22,7 \| 2 × Bèze (21 + 25 m) \| 2 × Bèze (21 + 25 m) \| \| \| 25,2 \| Lamarche \| 200 m \| \| \| 30,5 \| Athée \| 205 m \| \| \| 32,7 \| LGV Rhin-Rhône \| LGV Rhin-Rhône \| \| \| \| \| \| \| \| 32,7 \| Bahnstrecke Dijon–Vallorbe von/nach Dijon \| Bahnstrecke Dijon–Vallorbe von/nach Dijon \| \| \| 32,8 \| Abzw. Villers-les-Pots \| Abzw. Villers-les-Pots \| \| \| 37,9 \| Villers-les-Pots \| 195 m \| \| \| \| Bahnstrecke Dijon–Vallorbe nach Vallorbe \| \| \| \| 42,2 \| A 39 \| A 39 \| \| \| 43,7 \| Champdôtre \| 189 m \| \| \| 44,3 \| Tille (28 m) \| Tille (28 m) \| \| \| 48,6 \| Ouche (27 m) \| Ouche (27 m) \| \| \| 49,2 \| Trouhans \| 187 m \| \| \| 52,6 \| Canal de Bourgogne (26 m) \| Canal de Bourgogne (26 m) \| \| \| \| Bahnstrecke Dijon-Ville–Saint-Amour von Dijon \| \| \| \| 54,6 \| Saint-Jean-de-Losne \| 184 m \| \| \| \| Bahnstrecke Dijon-Ville–Saint-Amour nach Bourg-en-Bresse \| \| |                      |                                                            |                                                            |
| Strecke |                      | Bahnstrecke Vaivre–Gray von Vesoul                         | Bahnstrecke Vaivre–Gray von Vesoul                         |
| Abzweig geradeaus und ehemals von rechts |                      | Bahnstrecke Culmont-Chalindrey–Gray von Culmont-Chalindrey | Bahnstrecke Culmont-Chalindrey–Gray von Culmont-Chalindrey |
| ehemaliger Bahnhof | 0,0                  | Gray                                                       | 193 m                                                      |
| Abzweig geradeaus und ehemals nach links |                      | Bahnstrecke Gray–Fraisans nach Fraisans                    | Bahnstrecke Gray–Fraisans nach Fraisans                    |
| Abzweig geradeaus und nach rechts |                      | Bahnstrecke Saint-Julien–Gray nach Is-sur-Tille            | Bahnstrecke Saint-Julien–Gray nach Is-sur-Tille            |
| ehemaliger Bahnhof | 5,4                  | Mantoche                                                   | 206 m                                                      |
| Tunnel | 5,9                  | Tunnel de Mantoche (302 m)                                 | Tunnel de Mantoche (302 m)                                 |
| ehemaliger Bahnhof | 9,1                  | Essertenne-Cecey                                           | 193 m                                                      |
| Grenze | ~10                  | Haute-Saône / Côte-d’Or                                    | Haute-Saône / Côte-d’Or                                    |
| ehemaliger Bahnhof | 15,7                 | Talmay                                                     | 193 m                                                      |
| ehemaliger Bahnhof | 17,8                 | Maxilly                                                    | 193 m                                                      |
| Brücke über Wasserlauf | 17,9                 | Canal entre Champagne et Bourgogne (18 m)                  | Canal entre Champagne et Bourgogne (18 m)                  |
| ehemaliger Bahnhof | 20,8                 | Pontailler                                                 | 192 m                                                      |
| Brücke über Wasserlauf | 22,7                 | 2 × Bèze (21 + 25 m)                                       | 2 × Bèze (21 + 25 m)                                       |
| ehemaliger Bahnhof | 25,2                 | Lamarche                                                   | 200 m                                                      |
| ehemaliger Bahnhof | 30,5                 | Athée                                                      | 205 m                                                      |
| Kreuzung geradeaus oben | 32,7                 | LGV Rhin-Rhône                                             | LGV Rhin-Rhône                                             |
| |                      |                                                            |                                                            |
| Abzweig geradeaus, ehemals nach rechts und von rechts | 32,7                 | Bahnstrecke Dijon–Vallorbe von/nach Dijon                  | Bahnstrecke Dijon–Vallorbe von/nach Dijon                  |
| Abzweig ehemals geradeaus, nach links und von links · Strecke von rechts | 32,8                 | Abzw. Villers-les-Pots                                     | Abzw. Villers-les-Pots                                     |
| Strecke · Bahnhof | 37,9                 | Villers-les-Pots                                           | 195 m                                                      |
| Strecke nach links und von halbrechts |                      | Bahnstrecke Dijon–Vallorbe nach Vallorbe                   | Bahnstrecke Dijon–Vallorbe nach Vallorbe                   |
| Brücke | 42,2                 | A 39                                                       | A 39                                                       |
| ehemaliger Bahnhof | 43,7                 | Champdôtre                                                 | 189 m                                                      |
| Brücke über Wasserlauf | 44,3                 | Tille (28 m)                                               | Tille (28 m)                                               |
| Brücke über Wasserlauf | 48,6                 | Ouche (27 m)                                               | Ouche (27 m)                                               |
| ehemaliger Bahnhof | 49,2                 | Trouhans                                                   | 187 m                                                      |
| Brücke über Wasserlauf | 52,6                 | Canal de Bourgogne (26 m)                                  | Canal de Bourgogne (26 m)                                  |
| Abzweig geradeaus und von rechts |                      | Bahnstrecke Dijon-Ville–Saint-Amour von Dijon              | Bahnstrecke Dijon-Ville–Saint-Amour von Dijon              |
| Bahnhof | 54,6                 | Saint-Jean-de-Losne                                        | 184 m                                                      |
| Strecke |                      | Bahnstrecke Dijon-Ville–Saint-Amour nach Bourg-en-Bresse   | Bahnstrecke Dijon-Ville–Saint-Amour nach Bourg-en-Bresse   |

Die Bahnstrecke Gray–Saint-Jean-de-Losne ist eine 55 km lange, eingleisige, normalspurige Eisenbahnstrecke in Frankreich. Sie verband in Nordost-Südwest-Richtung den ehemaligen Eisenbahnknoten Gray im Département Haute-Saône mit der Magistralen Paris–Mulhouse und südöstlich an Dijon vorbei weiter bis Saint-Jean-de-Losne an der Bahnstrecke Dijon–Saint-Amour. Dieser letzte Abschnitt wird heute nicht mehr befahren. Der Rest gehört zum Bestand des Staatsunternehmens SNCF Réseau.

## Geschichte
Zu dieser Strecke gehörte in der Konzessionsvergabe eine südwestliche Verlängerung bis Chalon-sur-Saône (heute Teile der teils ehemaligen Strecken 867, 865 und 860) über Verdun-sur-le-Doubs, Saint-Bonnet-en-Bresse und Seurre, die insgesamt etwa doppelt so lang war. Doch unterschiedliche Gesellschaften waren am Erwerb der Konzession, dem Bau und später dem Betrieb interessiert, sodass das Projekt geteilt wurde. Nach Eröffnung verkehrten Züge aber auf dem gesamten Streckenverlauf.

### Nördlicher Abschnitt
Zusammen mit dem Streckenabschnitt Dijon–Mulhouse über Besançon wurde 1846 die Konzession für den Bau der Verbindung von Villers-les-Pots nach Gray erteilt. Diese wurde von einem in Besançon ansässigem Konsortium übernommen, diese wiederum am 12. Februar 1856 an die Compagnie du chemin de fer de Paris à Lyon, die auch die Bauausführung übernahm. Ein Jahr später ging diese Gesellschaft in Konkurs und wurde von der Compagnie des chemins de fer de Paris à Lyon et à la Méditerranée übernommen. Schon am 10. Juni 1855 konnte die Strecke fertig gestellt werden und am 10. November 1856 offiziell in Betrieb gehen.
Zum 1. Juli 1938 wurde der Personenverkehr eingestellt. Etappenweise folgten in den frühen 1950er bis in die frühen 1970er Jahre die Schließungen weiterer Abschnitte, von der nur der gut fünf Kilometer lange Teil zwischen Gray und Mantoche verschont wurde.

### Südlicher Abschnitt
Der südliche Abschnitt von Villers-les-Pots bis Saint-Jean-de-Losne wurde erst in den 1880er Jahren in Angriff genommen. Die Ausschreibung wurde im Sommer 1880 eröffnet und die Konzession am 20. November 1883 an die Compagnie des chemins de fer de Paris à Lyon et à la Méditerranée erteilt. Sie wurde eine Zubringerstrecke der Strategischen Bahnen in Richtung Französisch–Deutsche Grenze. Die Streckenkreuzung zur Verbindung Paris–Mulhouse wurde wegen ihrer strategischen Bedeutung zweigleisig angelegt und fiel mit Überwerfungsbauwerken plangleich aus. Nahe dem Gleisdreieck bei Villers-les-Pots entstand ein Verladebahnhof für Militärzwecke mit zwei Verladerampen.
Die Eröffnung für den Personenverkehr fand am 12. Juli 1887 statt; gleichzeitig mit dem nördlichen Abschnitt wurde er zum 1. Juli 1938 geschlossen.

## Topografie
Die Topografie hat wenig Auffälligkeiten, sodass für den Bau kaum Kunstbauwerke erstellt werden mussten. Nur wenige, kurze Bachläufe waren zu überbrücken. Gerade noch zum Département Haute-Saône gehört der Tunnel Mantoche, einer von insgesamt nur acht Tunneln im Département. Dieser auf 200 Höhenmetern gelegene Tunnel westlich der namensgebenden Ortschaft unterquert den mit Wein bestandenen Ausläufer Bouloye des Bois de Mantoche.